# Ihor Umanski
Ihor Iwanowycz Umanski, ukr. Ігор Іванович Уманський (ur. 9 stycznia 1975 w Prypeci) – ukraiński ekonomista i urzędnik państwowy, w latach 2009–2010 p.o. ministra finansów, w marcu 2020 minister finansów.

## Życiorys
W 1997 ukończył studia ekonomiczne na Kijowskim Narodowym Uniwersytecie Ekonomicznym. W 2012 uzyskał stopień kandydata nauk ekonomicznych. Od 1997 zawodowo związany z administracją publiczną. Był specjalistą w państwowej agencji zajmującej się integracją europejską, ekspertem w biurze wicepremiera, dyrektorem departamentu w resorcie gospodarki, zastępcą dyrektora generalnego tego ministerstwa oraz dyrektorem departamentu w Narodowym Banku Ukrainy. W latach 2005–2006 pełnił funkcję wiceprezesa zarządu przedsiębiorstwa Ukrtransnafta, a w 2007 był wiceprezesem jednej z rządowych agencji finansowych.
Od stycznia 2008 do marca 2010 zajmował stanowisko pierwszego zastępcy ministra finansów. Od kwietnia 2009, po odejściu z rządu Wiktora Pynzenyka, wykonywał obowiązki ministra finansów (do marca 2010, gdy na czele resortu stanął Fedir Jaroszenko). Później był wykładowcą na jednej z uczelni w Odessie i członkiem rady amerykańskiego przedsiębiorstwa sektora gazowego. Od października 2014 do grudnia 2015 ponownie pełnił funkcję pierwszego wiceministra finansów. W latach 2016–2019 był doradcą prezydenta Petra Poroszenki.
4 marca 2020 został powołany na ministra finansów w utworzonym wówczas rządzie Denysa Szmyhala. Niecały miesiąc później (30 marca) został zdymisjonowany.